# Samuel S. Arentz

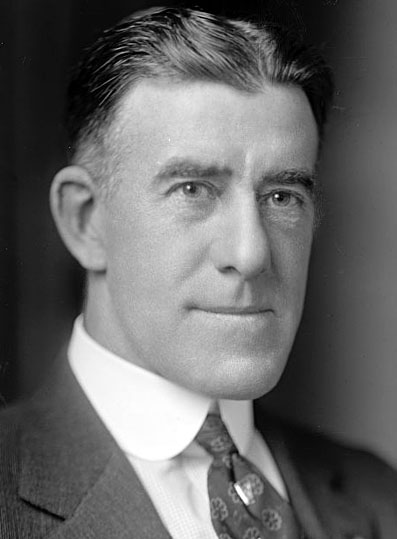
Samuel S. Arentz

Samuel Shaw (Ulysses) Arentz (* 8. Januar 1879 in Chicago, Illinois; † 17. Juni 1934 in Reno, Nevada) war ein US-amerikanischer Politiker. Zwischen 1921 und 1933 vertrat er zweimal den Bundesstaat Nevada im US-Repräsentantenhaus.

## Frühe Jahre
Samuel Arentz besuchte die öffentlichen Schulen seiner Heimat, darunter auch bis 1897 die Chicago Manual Training School. Bis 1904 studierte er an der South Dakota School of Mines in Rapid City in South Dakota. Zwischen 1901 und 1904 war er auch Mitglied der Nationalgarde von South Dakota. Zwischen 1907 und 1917 arbeitete er in verschiedenen Berufen in den Staaten Nevada, Utah, Montana, Idaho und Arizona. Er war unter anderem im Holz- und Bergbaugeschäft, als Landvermesser sowie bei der Eisenbahn beschäftigt. Während des Ersten Weltkriegs war er Hauptmann einer Pioniereinheit. Nach dem Krieg ließ er sich auf einer Ranch in der Nähe von Simpson in Nevada nieder.

## Politische Laufbahn
Arentz wurde Mitglied der Republikanischen Partei. 1920 wurde er in das US-Repräsentantenhaus gewählt. Dort löste er am 4. März 1921 Charles R. Evans ab. Im Jahr 1922 kandidierte er nicht mehr für dieses Mandat. Stattdessen bewarb er sich erfolglos um die Nominierung seiner Partei für den US-Senat. 1924 kandidierte er erfolgreich für seine Rückkehr als Abgeordneter in den Kongress. Nach einigen Wiederwahlen konnte er dieses Mandat zwischen dem 4. März 1925 und dem 3. März 1933 ausüben. Im Jahr 1932 vermochte er sein Mandat nicht mehr zu verteidigen. Er unterlag James G. Scrugham, dem Kandidaten der Demokratischen Partei.
In den Jahren 1928 und 1932 war Arentz Delegierter auf den Republican National Conventions. Ansonsten bewirtschaftete er seine Ranch und widmete sich seinen anderen geschäftlichen Interessen, vor allem auf dem Gebiet des Bergbaus. Aus gesundheitlichen Gründen zog er nach Reno, wo er am 17. Juni 1934 verstarb.